# نورا المطيري
نورا محمد المطيري (8 أغسطس 1984)، روائية إعلامية وباحثة سياسية، تكتب مقالاً سياسياً أسبوعياً في جريدة البيان (صحيفة إماراتية)، و تكتب أيضاً في العين الإخبارية وتكتب أسبوعياً زاوية ميثولوجيا سياسية في صحيفة عكاظ - السعودية. وتشغل منصب رئيسة تحرير مجلة مدام الفرنسية، كما تشغل منصب رئيسة تحرير شبكة إن إم إن نيوز، ومهتمة بقضايا الرفق بالحيوان وحقوق الحيوان.
صدر لها كتاب: إنقاذ، وكتاب: الرفق بالحيوان.. إنسانية، ورواية جملون 2017  ورواية "الجائحة"

## وصلات خارجية
- موقع الإعلامية الاقتصادية نورا المطيري
- نورا المطيري نجمة في سماء الإعلام الاقتصادي
- حساب تويتر الرسمي
- كتب ومؤلفات نورا المطيري على جوود ريدز